# Antonis Fotsis
Antonis Fotsis (también conocido como Antonios Fotsis, en griego: Αντώνης Φώτσης; Atenas, 1 de abril de 1981) es un jugador griego de baloncesto. 
Actualmente juega en Ilysiakos B.C.,equipo de Α ΕΣΚΑ, la primera división local de Atenas.

## Biografía
Siendo un joven talento en Grecia,juega su primera temporada en Ilysiakos B.C.
Tras destacar en el equipo ateniense, ficha por Panathinaikos BC, equipo en el destaca,y consigue sus primeros títulos, entre ellos, la primera Euroliga.
En el año 2001 es drafteado por Memphis Grizzlies en el número 48 de la segunda ronda, compartiendo equipo con Pau Gasol, que por aquel entonces jugaba su primera temporada en la NBA. Su año no es exitoso (juega 28 partidos, promediando 3.9 puntos en poco más de 11 minutos por encuentro), y vuelve la temporada siguiente a Panathinaikos.
En el 2003 ficha por Real Madrid, donde tiene la oportunidad de jugar una final de ULEB en su primera campaña, y ganar una liga ACB, en la que es protagonista en la histórica remontada del quinto partido de la gran final, donde Fotsis es decisivo en la última jugada después del triple ganador de Alberto Herreros, con una intensa defensa sobre José Manuel Calderón. 
Después de ganar esa liga cambiará de aires, y ficha por Dinamo Moscú, donde se resarciría de la final de la ULEB perdida con el Madrid, ganando el título del año 2006. 
En la  temporada 2008 vuelve  a Panathinaikos BC, donde engorda notablemente su palmarés con varias títulos nacionales y 2 Euroligas.
Para 2011, ficha por el histórico Olimpia Milano de Italia, conjunto entrenado por Sergio Scariolo. 
En julio de 2013, firma por Panathinaikos BC, disputando su tercera etapa con el laureado equipo griego.
Durante el verano de 2017, y tras grandes temporadas al máximo nivel, Fotsis ficha por Ilysiakos B.C.,equipo donde empezó su carrera en 1996. En la actualidad, el conjunto griego disputa la Α ΕΣΚΑ (primera división local de Atenas).

## Palmarés

### Campeonatos nacionales
- Liga griega: 10

Panathinaikos BC: 1998, 1999, 2000, 2001, 2003, 2009, 2010, 2011, 2014, 2017
- Copa de Grecia: 6

Panathinaikos BC: 2003, 2009, 2014, 2015, 2016, 2017
- Liga ACB: 1

Real Madrid: 2005

### Campeonatos internacionales
- Euroliga: 3

Panathinaikos BC: 2000, 2009, 2011.
- ULEB Cup: 1

Dínamo Moscú: 2006

### Consideraciones personales
- Mejor jugador joven de Grecia (2001)
- 6 veces All-Star Griego (2001, 2003, 2009, 2010, 2011, 2014)
- 1 All-Star Griego MVP (2011)
- 1 All-Star Italiano (2012)
- Mejor Equipo de la Década de la Euroliga candidato (2010)
- 4x Euroliga MVP de la semana
- 3x MVP del torneo Acropolis (2002, 2009, 2011)
- tiene el récord más rebotes en un partido en la Euroliga (24)

### Selección nacional
- Medalla de oro en el Campeonato de Europa 2005 de Serbia.
- Medalla de Plata en el Campeonato del Mundo 2006 de Japón.
- Medalla de Bronce en el Campeonato de Europa 2009 de Polonia.